# Neopodocinum
Genre
Neopodocinum est un genre d'acariens de la famille des Macrochelidae.

## Systématique
Le genre Neopodocinum a été créé en 1902 par le zoologiste néerlandais Anthonie Cornelis Oudemans (1858-1943).

## Liste d'espèces
Selon GBIF (7 janvier 2023) :
- Neopodocinum bosschai (Oudemans, 1901)
- Neopodocinum caputmedusae (Berlese, 1908)
- Neopodocinum halimunensis Hartini & Takaku, 2003
- Neopodocinum kalimantanense Hartini & Takaku, 2004
- Neopodocinum maius Berlese, 1911
- Neopodocinum meridionalis Selin, 1931
- Neopodocinum mrciaki Selinick, 1968
- Neopodocinum subjaspersi Hartini & Takaku, 2003